# Structured Commentary Markup Language
Le Structured Commentary Markup Language, aussi Structured Changelog Markup Language, mais aussi Structured Commit Markup Language, abrégé SCML, est conçu pour structuré les commentaires dans une page web ou pour le suivi des modifications, également appelé versionnage. C’est un langage de balisage, c'est-à-dire qu'il fonctionne avec des mots-balises, afin de délimiter une séquence de caractères (phrase, mot) ou en marquant une action précise, permettant de structurer et de rendre plus pertinent un commentaire, une modification apportée à un document, ou à un logiciel.
Le SCML rend ainsi la liste des changements, plus riche et interactif.
Le langage est actuellement en version 2.

## Dénominations
L’anglais Structured Commentary Markup Language se traduit littéralement en langage de balisage de commentaire structuré.

## Applications
Le SCML permet une utilisation sur des cas concrets, comme le commit sur le logiciel GitLab, mais aussi lors de la rédaction de commentaire et/ou d'actions, effectués par le technicien sur des logiciels de gestion des services d'assistance (appelé ticketing), comme GLPI par exemple.
Concrètement, il est également possible d'utiliser le SCML sur Wikipédia, lors de la publication des modifications.
Un résumé, bref et succinct des modifications apportées, structuré en SCML, permet une lecture plus facile et rapide des changements apportés à une page lors de sa rédaction (ou correction).

### Syntaxe
Le SCML se caractérise par la présence d'un titre, singulièrement pour signaler la version du logiciel.
Les balises "<#scml" et "#>" sont facultatives; Elles permettent de signaler quelle sont les règles de syntaxe adoptées pour le commentaire.
Ensuite, le commentaire se détail par l'utilisation de plusieurs caractères, respectivement :
```
::v0.0.0 - Titre
<#scml
	+ Ajout : bleu;
		::Exemple : Ajout d’un paragraphe
	* Création : bleu;
		::Exemple : Création d’un nouveau formulaire
	- Suppresion : rouge;
		::Exemple : Suppression d’une ligne
	µ Orthographe : rouge;
		::Exemple : Correction d’une faute
	/ Modification : vert;
		::Exemple : Modification de l’ergonomie
	@ Changement de destination : vert;
		::Exemple : Le fichier X se trouve désormais dans le dossier Y
	§ Réparation : vert;
		::Exemple : Corrections de bugs mineurs
	& Ambiguë : rose;
		::Exemple : Problème de réalisation, élément à revoir
	! Attention particulière : rose;
		::Exemple : Risque de faille
	? Interrogation: rose;
		::Exemple : Interrogation sur d’éventuelles améliorations
	$ Mise à jour : orange;
		::Exemple : Mise à jour des informations
	£ Normalisation : mauve;
		::Exemple : Nouvelle norme mise en application
	::commentaire sur une ligne : bleu clair;
	/*
	commentaire, sur plusieurs lignes : bleu clair;
	*/
#>

```

### Exemple de SCML & HTML
```
<!DOCTYPE html>

<
html
>

 
<
head
>

  
<
title
>

   Exemple de HTML
  
</
title
>

 
</
head
>

 
<
body
>

  
<
p
>

   Paragraphe
  
</
p
>

   /*
	* Création d'un paragraphe;
	
&
 Contenu ambiguë;
	:: Essayer de détailler le contenu du paragraphe;
   */
 
</
body
>

</
html
>

```

## Spécificités
Le SCML est un langage à la syntaxe simple et facile à apprendre.
Sa tolérance lui permet une adaptation facile sur tous types d'applications.
Ainsi, un document HTML ou même un document texte, grâce à leurs balises de commentaires respectifs, permet une organisation avec du SCML.

## Sources
Documentation du Structured Commentary Markup Language